# Abderazak Doufikar
Abderrazzak Doufikar (Casablanca, 25 mei 1961) is een Nederlands-Marokkaans voormalig profvoetballer. Hij was de eerste Marokkaanse profvoetballer in Nederland.
Abderrazzak Doufikar komt uit een gezin met negen kinderen. Zijn vader migreerde vanuit Marokko naar Nederland en liet in 1974 zijn familie overkomen. Direct na zijn komst is hij op zoek gegaan naar het voetbal en startte bij SV Lelystad. Kort daarna werd hem een contract aangeboden bij SC Amersfoort. Per 1978 tekende hij als eerste Marokkaan voor het betaald voetbal in Nederland. Hij heeft daarmee het begin gelegd voor grootse nakomelingen. In 1981 kwam hij terecht in de selectie bij AFC Ajax. Kort daarna is hij voor Wydad AC in zijn geboortestad Casablanca gaan voetballen. In 1984 kwam hij terug naar Nederland. Ten slotte vliegt hij over naar Portugal om met zijn broer, Aziz Doufikar, daar verder te gaan. Hij begon in 1987 bij S.C. Espinho, vervolgens bij S.C. Farense en hij eindigde bij Oliveira do Bairro S.C..
Daar eindigde zijn liefde voor het voetbal echter niet. Hij keerde terug naar Nederland en focuste zich naast het huwelijk op het zaalvoetbal. Hij voetbalde hier voor ZYV Dynamo in de eerste divisie. Toen hij wat ouder werd, is hij gewisseld als functie naar coach. Hij is voetbalcoach geweest voor diverse clubs, zoals S.V. Batavia, WHC, VSCO, Unicum en SV Lelystad. In 2017 werd hij trainer bij Elburger SC. Ook houdt hij zich bezig met de Johan Cruyff Foundation en is hij ambassadeur geweest.